# Parque da Orla do Guaíba
O Parque Urbano da Orla do Guaíba (também conhecido pelo seu nome oficial Parque Jaime Lerner ou apenas Orla do Guaíba) trata-se de um parque urbano público localizado na região central da cidade de Porto Alegre, Rio Grande do Sul, no Brasil. Possuí seu início oficial logo após o Cais Mauá e tem o seu final no Estádio Beira Rio, o parque tem 3,4 km de extensão abrangendo três bairros distintos: o Centro Histórico, o Praia de Belas e o Menino Deus.
O parque é dividido em três trechos, sendo o seu primeiro trecho revitalizado e inaugurado no ano de 2018, o seu segundo trecho revitalizado em 2014 para utilização durante a Copa do Mundo FIFA  e em processo de uma nova revitalização e seu terceiro trecho revitalizado e entregue no ano de 2022.
O parque possuí uma ampla infraestrutura, possuindo: banheiros públicos, ciclovias, calçadas acessíveis com piso tátil, bares e restaurantes, monumentos, vagas de estacionamento, fontes de água, quadras de diversos esportes e a maior pista de skate da América Latina.

## História

### Antecedentes
A orla do Guaíba esteve sempre presente na vida do porto-alegrense desde sua criação quando casais açorianos em meados do século XVIII chegaram desembarcaram na orla do lago Guaíba, assim fundando o Porto de Viamão — que futuramente se tornaria Porto Alegre. Após se estabelecerem às margens do lago Guaíba, os açorianos construíram, em 1869, o Mercado Público de Porto Alegre, um centro comercial que se tornaria um marco para a cidade. Naquela época, o mercado estava localizado diretamente à beira do lago.
Com o aumento da necessidade da utilização do lago para o comércio e contato com outras cidades por via fluvial, por volta de 1900 foram iniciadas as construções do Cais Mauá, um dos limites atuais do parque, as obras foram realizadas por etapas e foram concluídas em 1947.Após a enchente de 1941, o Cais recebeu um grande muro de contenção com um sistema de compotas para evitar a invasão do lago à cidade em caso de crise, sistema este sendo utilizado pela última vez em 2024 durante a enchente que afetou a cidade e possuindo algumas compotas permanentemente fechadas.
Com o crescimento urbano, em 1956, foi realizado um aterramento artificial na região que hoje abrange partes do Centro Histórico de Porto Alegre e o bairro inteiro Praia de Belas, expandindo a orla da cidade para dentro do lago. Anteriormente, Porto Alegre estava limitada à Rua da Praia, e o planejamento urbano previa a construção de um bairro planejado, porém o plano foi descontinuado, assim atualmente o parque repousa sob onde seria a orla do bairro planejado e o final do aterramento artificial.
Em 11 de novembro 1928 uma usina termoelétrica na base do Cais Mauá foi inaugurada, a usina tratava-se da Usina do Gasômetro, que ficou conhecida após a instalação de sua grande chaminé em 1937 coordenado pelo então prefeito Alberto Bins para amenizar os problemas causados pela emissão de fuligem.

### Parque contemporâneo
Com a desativação da Usina do Gasômetro em 1947, foi iniciada na cidade uma discussão sobre o destino da antiga usina termoelétrica. Que posteriormente em 1988 foi transformada em um centro cultural, com a usina e sua chaminé tombada pelo IPHAN, assim dando início à fase cultural da região.
Por muito tempo o turismo da região restringindo-se ao Centro Cultural da Usina do Gasômetro, o restante da orla ficou esquecido. Até o início da sua revitalização em 2011, na gestão do prefeito José Fortunati, possuindo em 2014 sua primeira grande inauguração, o Anfiteatro Pôr do Sol para a recepção da Copa do Mundo FIFA de 2014. Com as obras no seu primeiro trecho ocorrendo nos anos entre 2015 e 2018, e posteriormente com as obras em seu terceiro trecho sendo concluídas em 2022.

## Divisão em trechos
Para facilitar a gestão e a revitalização da Orla, a prefeitura de Porto Alegre resolveu dividi-la em duas grandes áreas, sendo uma denominada "Orla Central" onde se encontra o Parque da Orla do Guaíba abrangendo o trecho que se inicia no Cais Mauá e estendendo-se até a Fundação Iberê Camargo. Já a segunda área é nomeada de "Orla Sul" que engloba a região posterior à Fundação Iberê Camargo e estende-se até o final da orla de Ipanema.
Mesmo ocupando uma área considerável da Orla Central, o Parque da Orla do Guaíba não ocupa toda a área; porém para facilitar a gestão do parque, a prefeitura subdividiu a orla em três trechos que possuíram sua revitalização realizada separadamente porém seguindo um mesmo padrão arquitetônico.

### Trecho um
O primeiro trecho da orla inicia-se no encontro entre o final do Cais Mauá e o Usina do Gasômetro estendendo-se até a Rótula das Cuias onde encontra-se também com o Parque Harmonia. O trecho possui cerca de 1.300 metros de comprimento e cerca de 81,4 mil m² e teve sua inauguração no ano de 2018 após uma total revitalização. Atualmente o trecho continua recebendo melhorias e manutenções menores quando comparadas as grandes obras antes de sua inauguração.
Fazem parte de sua estrutura: monumentos, bares, restaurantes, banheiros, ciclovias e pontes que possibilitam a proximidade do visitante com o lago. Também é possível realizar passeios de barcos no atracadouro turístico Nico Fagundes presente neste trecho da orla. Atualmente o trecho é administrado por uma concessão público-privada entre a Prefeitura e a empresa privada GAM 3 Parks.

### Trecho dois
O segundo trecho do parque começa na Rótula das Cuias e vai até a Avenida Ipiranga, onde se conecta ao Parque Marinha do Brasil e ao terceiro trecho da orla. Desde 2014, a área não passou por grandes revitalizações, exceto pelo uso do anfiteatro Pôr do Sol para shows e exibição de jogos da Copa do Mundo de 2014. Hoje, o local está pouco movimentado, e o anfiteatro sofre com vandalismo devido à falta de estrutura.
Em novembro de 2021, foi iniciado o processo de revitalização, com a publicação de um Procedimento de Manifestação de Interesse (PMI) pelo Executivo. Em 2022, dois projetos foram recebidos e analisados, com consultoria da SP Parcerias. O projeto escolhido, da consultoria Cheetah, prevê a construção de uma esplanada, marina pública e centro de eventos, substituindo o atual anfiteatro Pôr do Sol, que foi condenado e aguardava demolição. O novo centro de eventos terá 24 mil m², com capacidade para até 10 mil pessoas, e um anfiteatro para 2 mil pessoas. A marina contará com 581 vagas para embarcações e vários serviços. A esplanada terá capacidade para 30 mil pessoas, com um mirante, e a área incluirá ainda um parque infantil, cachorródromo e decks. O projeto atualmente está em processo de discussão orçamentária e após as enchentes que atingiram a região em 2024, também foi levantada a necessidade de um plano de proteção contra cheias.

### Trecho três
O terceiro trecho do parque inicia-se logo após a Avenida Ipiranga e no início do Parque Marinha do Brasil, estendendo-se até as proximidades do estádio Beira-Rio. O trecho possui 1 600 metros de comprimento sendo o último trecho à sofrer revitalização, sendo entregue no ano de 2022. O trecho em questão possui bares, banheiros e chuveiros além do claro enfoque na prática de esportes possuindo 29 quadras para prática de esportes como futebol, futsal, futevôlei, vôlei de praia, basquete e tênis; além de possuir o maior skatepark da América Latina.

## Infraestrutura

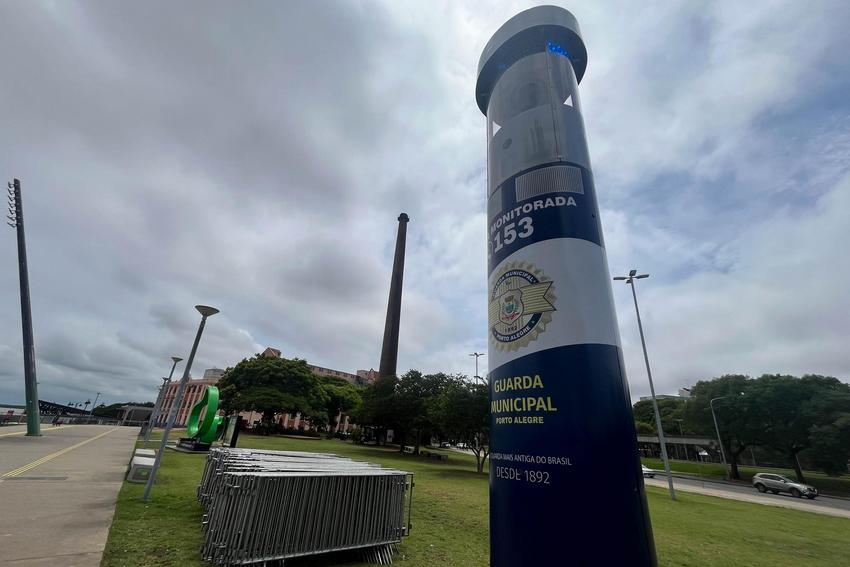
Totem instalado pela Guarda Municipal de Porto Alegre no primeiro trecho do parque

O sistema de segurança do parque é composto por cerceamento eletrônico com câmeras de monitoramento e, em dois pontos específicos — em frente à Usina do Gasômetro e à Mega Pista — há totens com câmeras da Guarda Municipal de Porto Alegre. Esses totens possuem auto falantes que transmitem informações sobre emergências, como desaparecimento de crianças e alertas meteorológicos. Além disso, estão equipados com botões de pânico e microfones, permitindo que o público entre em contato direto com a base fixa da Guarda Municipal no parque. As três grandes rotatórias ao redor do parque também contam com bases móveis da Brigada Militar. Rondas diárias são realizadas tanto no interior do parque quanto nas avenidas ao redor, sendo responsabilidade compartilhada entre a Guarda Municipal e a segurança privada. Durante períodos de maior movimento, embarcações da Brigada Militar realizam patrulhas no entorno do parque para garantir a segurança marítima da região.
O parque não possui ambulatórios, mas as quadras localizadas no terceiro trecho têm uma parceria com o Hospital Mãe de Deus, que disponibiliza um número de telefone emergencial, impresso em placas vermelhas fixadas nas quadras. Esse número está disponível 24 horas para contato em casos de emergência. Durante eventos e feriados, quando se espera um grande número de visitantes, o hospital também disponibiliza ambulâncias para realizar atendimentos emergenciais no local.
O parque possui infraestrutura acessível e adaptada para receber cadeirantes e pessoas cegas. Existem estações públicas de carregamento de celulares, além de pontos para abastecimento de água potável e gelada, bem como chuveiros e torneiras ao lado das quadras no trecho 3. O parque conta com diversos banheiros químicos espalhados por sua extensão, além de banheiros públicos fixos próximos às instalações, como restaurantes e bares. Vagas de estacionamento estão disponíveis na lateral da rua principal do parque, e há também um grande estacionamento central, na altura do terceiro trecho.

### Bares e restaurantes
A região conta com uma ampla variedade de bares e restaurantes distribuídos pelos Trechos 1 e 3 do parque. Os restaurantes estão localizados em salões no primeiro andar, abaixo das arquibancadas, ou na seção superior, em quiosques com mesas. Também é possível encontrar lojas de conveniência e carrinhos de comida de rua. Esses estabelecimentos oferecem uma grande diversidade culinária, com destaque para os bares de hambúrgueres, churrascos e cervejas artesanais. O local atrai visitantes que buscam apreciar o pôr do sol enquanto desfrutam de suas refeições. Alguns estabelecimentos oferecem música, seja ao vivo ou gravada, e nas proximidades é possível localizar banheiros públicos e estações de carregamento de celulares.

#### 360° POA Gastrobar

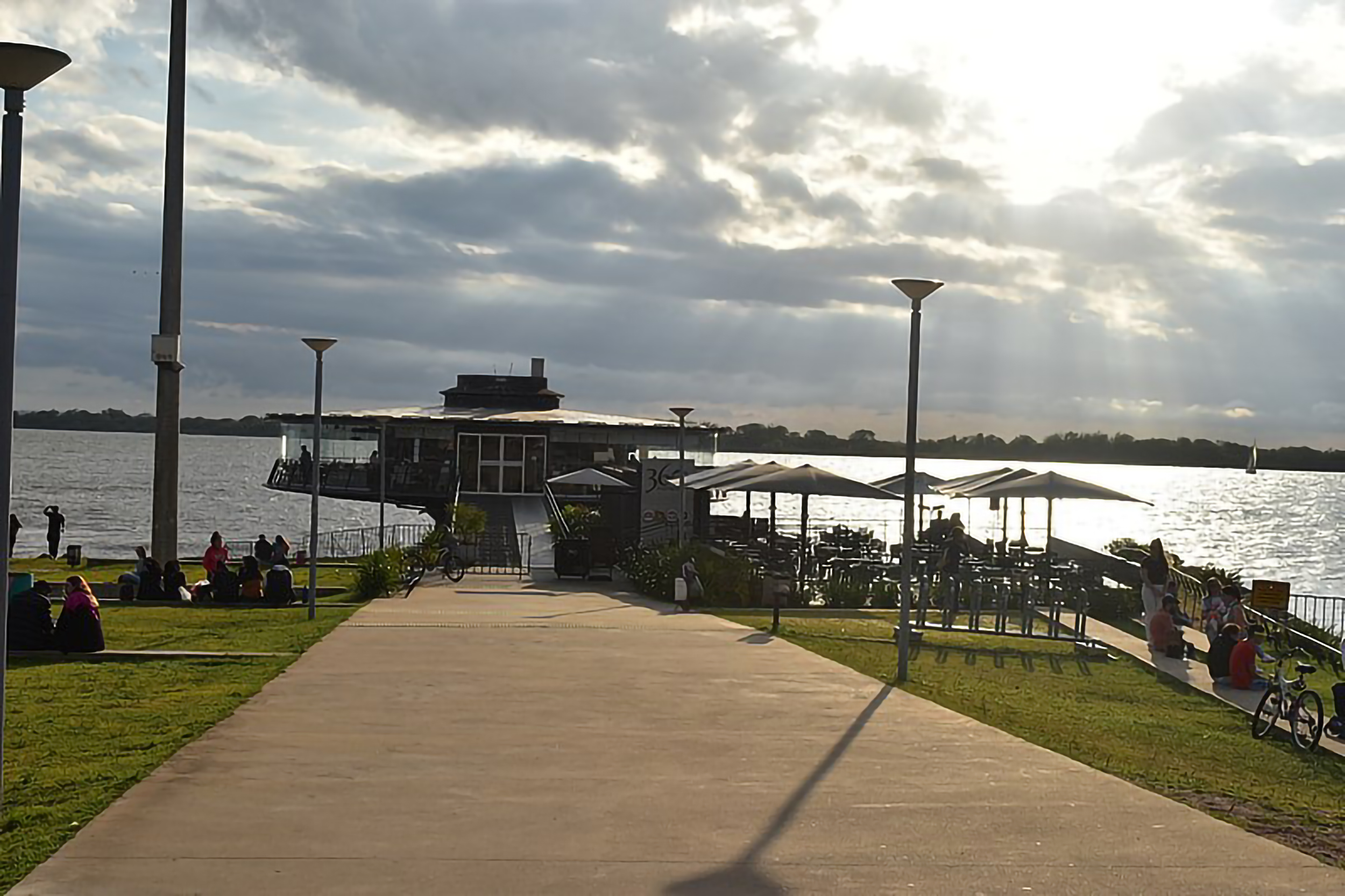
360° POA Gastrobar visto de frente para o parque da Orla do Guaíba

O 360° POA Gastrobar trata-se de um bar e restaurante inaugurado no ano de 2018 no trecho um da orla. O proprietário do bar trata-se do empresário Edemir Simonetti, conhecido por ser proprietário também do tradicional Chalé da Praça XV um café em formato de um chalé colonial localizado em frente ao Mercado Público de Porto Alegre.
O empreendimento também possui suas características marcantes, principalmente pelo fato do restaurante estar totalmente dentro do lago Guaíba com seu acesso sendo exclusivo por uma ponte metálica. O restaurante tem um formato oval e possui suas paredes e chão feitas de vidro, assim permitindo a visualização do visitante tanto do lago quanto do tradicional por do sol que ocorre nos finais da tarde no lago. No local o visitante pode encontrar um vasto cardápio, que possui como destaques: as sobremesas, os hambúrgueres, os coquetéis alcoólicos, os pratos a base de carne e as cervejas.

## Monumentos e intervenções culturais
O parque conta com uma ampla infraestrutura cultural, com destaque para as principais intervenções artísticas localizadas em seu primeiro trecho, embora sua oferta cultural não se restrinja a essa área. Os visitantes podem interagir com diversos monumentos fixos, além de participar de intervenções culturais sazonais que acontecem em períodos específicos do ano. A região também se tornou um espaço para intervenções artísticas espontâneas de artistas de rua, que acontecem principalmente ao pôr do sol e nos finais de semana. Além disso, o local é escolhido para abrigar blocos carnavalescos durante o carnaval e festas de Réveillon no Ano Novo. Isso ocorre, em parte, porque o parque está situado em uma área com poucas construções residenciais e um grande número de repartições públicas e administrativas, que se espera estarem fechadas durante os feriados.A região também conta com uma infraestrutura de transporte já consolidada, em razão de sua proximidade com o Estádio Beira-Rio, que existia antes da reforma do parque, o que facilita a realização de diversos eventos culturais.

### Usina do Gasômetro

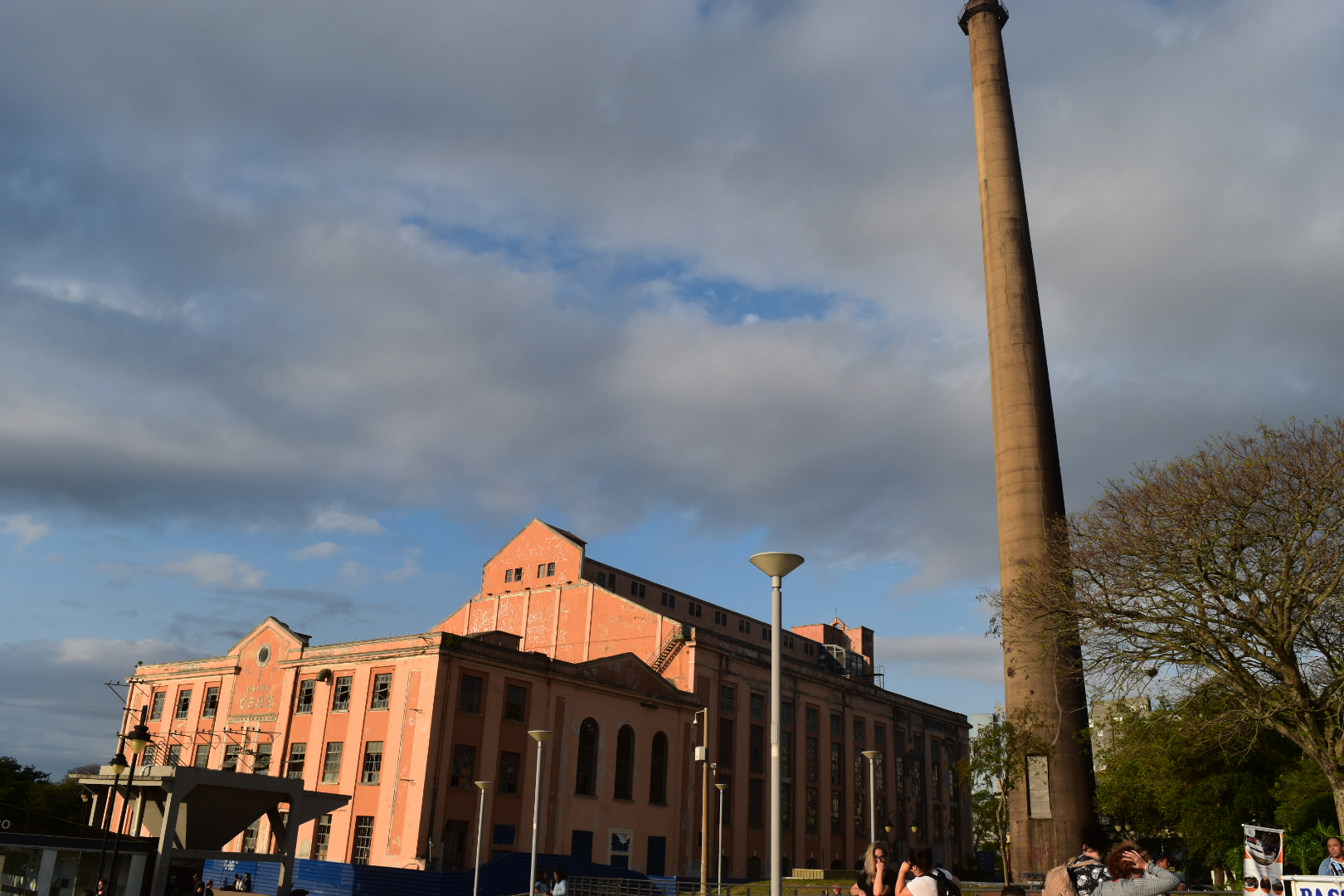
Usina do Gasômetro no ano de 2022

A Usina do Gasômetro é uma antiga usina brasileira de geração de energia localizada no primeiro trecho do Parque da Orla do Guaíba. A usina movida a carvão mineral recebeu o nome de Gasômetro erroneamente tendo em vista que fazia referência aos tanques de gás de petróleo que era distribuído por canalização às residências da cidade que ficavam ao lado de onde hoje está a usina, com isso, a ponta da cidade passou a se chamar "Ponta do Gasômetro" e a rua que contornava esta ponta de "Volta do Gasômetro". Com a instalação posterior da usina termoelétrica, esta passou a se chamar "Usina da Ponta do Gasômetro" ou simplesmente "Usina do Gasômetro".
A usina foi inicialmente instalada em 1928 pela Companhia de Energia Elétrica Rio-Grandense (CEERG), subsidiária da multinacional estadunidense Eletric, Bond & Share Co. que geriu a eletricidade e o transporte elétrico de Porto Alegre até 1954. A usina seria utilizada para geração de luz substituindo outras duas usinas termoelétricas da cidade. A chaminé de 117 metros, um dos símbolos da Usina, foi construída em 1937 durante a administração de Alberto Bins para amenizar os problemas causados pela emissão de fuligem. Devido à crise do petróleo e à falta de condições de atender à demanda de energia a usina foi desativada em 1974 tornando-se um centro cultural no ano de 1995. Atualmente tombado pelo IPHAE, a usina é utilizada como ponto turístico e atualmente passa por reforma devida a sua antiga natureza.

### Estátua em homenagem à Elis Regina

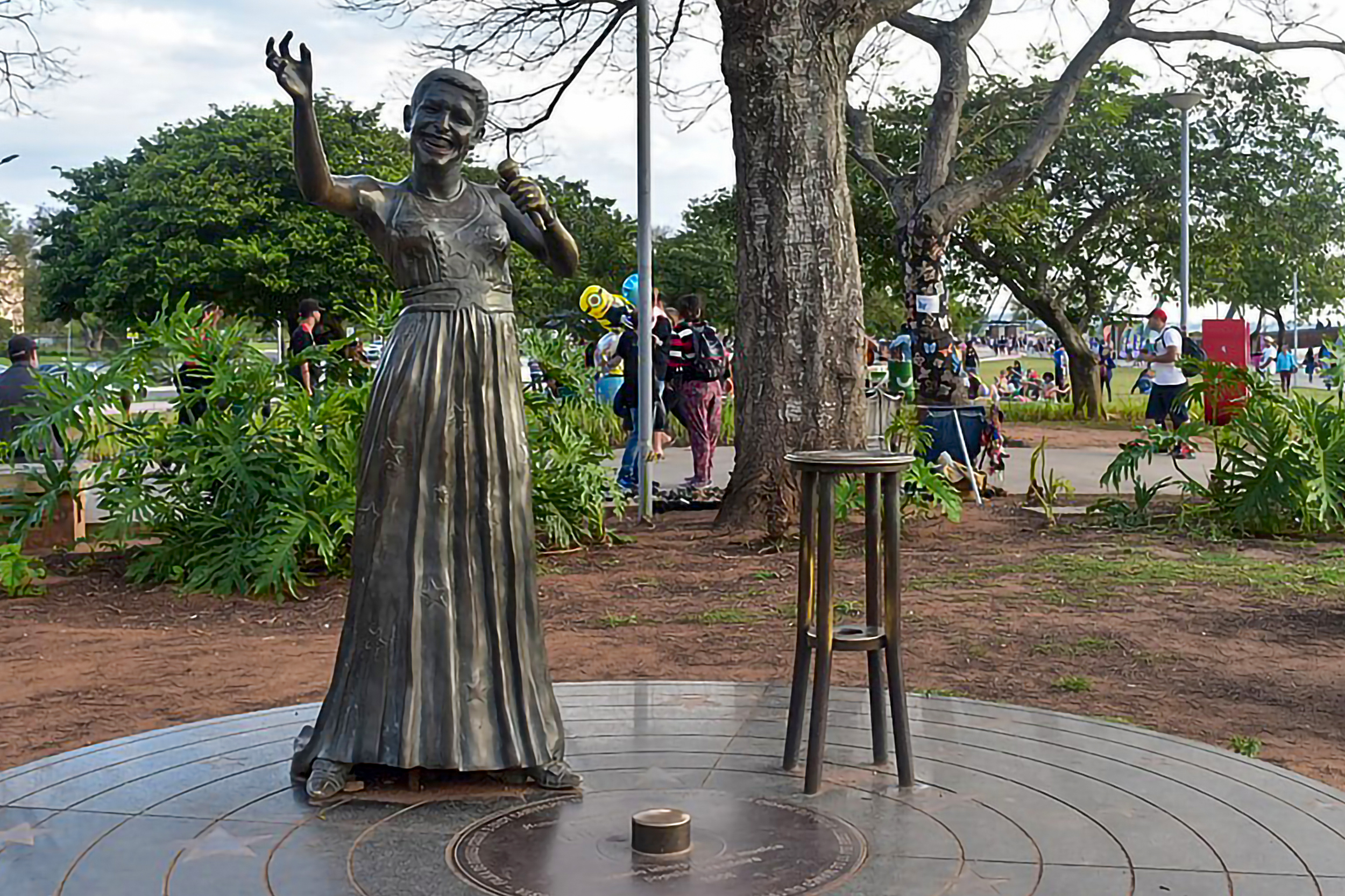
Estátua de Elis Regina no parque

A cantora Elis Regina foi conhecida pela competência vocal, musicalidade e presença de palco. Entre todas as suas obras, umas das suas principais foi Falso Brilhante (1975-1977) e Transversal do Tempo (1978), sendo estas reconhecidas internacionalmente.
Como parte das comemorações dos 237 anos de Porto Alegre, em 26 de março de 2009, foi inaugurada ao lado do Usina do Gasômetro no trecho um da orla uma estátua de bronze da cantora. A obra, produzida pelo artista plástico José Pereira Passos representa Elis Regina em tamanho real com seu característico cabelo curto vestindo um vestido longo com diversas estrelas espalhadas por ele. Estrelas estas que escorrem até seus pés derramando sob um disco de granito inspirado em um disco de vinil onde constam as escrituras centrais "Homenagem da cidade de Porto Alegre a Elis Regina, grande intérprete da música popular brasileira", bem como um pouco da sua história com a cidade escrita em formato orbicular onde é possível ler: "Elis Regina Carvalho Costa - Filha de Romeu Costa e Ercy Carvalho, nasceu no bairro IAPI na cidade de Porto Alegre em 17 de março de 1945". Ao lado da cantora existe um banco também feito de bronze onde é possível sentar-se para posar junto a estátua.

### Monumento "Olhos Atentos"

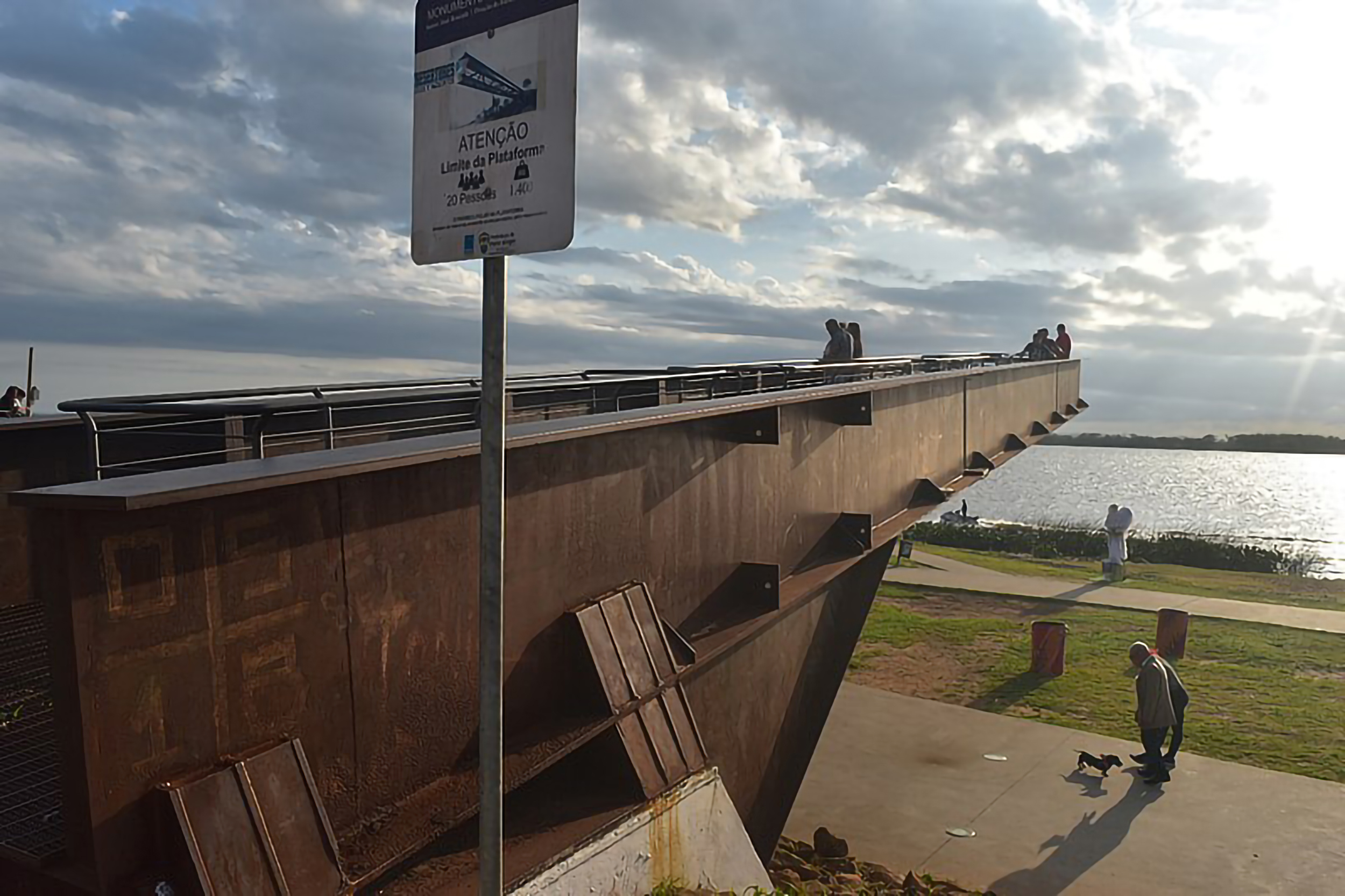
Monumento "Olhos Atentos" sendo visitado por turistas

O monumento "olhos atentos", trata-se de um monumento interativo realizado pelo artista plástico José Resende e cedido como um presente para a cidade de Porto Alegre no ano de 2006 após ser um dos artistas convidados pela 5.ª Bienal do Mercosul para produzir obras permanentes para Porto Alegre. A obra é composta por duas vigas de aço, que se estendem acima do Guaíba, formando uma passarela, no qual é acessível ao público.
Em 2019 foi descoberto um possível problema na obra que poderia levá-la à seu colapso. O fato era que o peso e a movimentação dos visitantes a obra estavam causando leves inclinações que poderiam acarretar acidentes graves. A obra foi reaberta ao público no ano de 2022 após ter sua estrutura reforçada e vistoriada, e foi imposto uma barra central de proteção na obra, assim limitando o número de visitantes à 20 simultâneos além de facilitar a distribuição de massa sob toda a estrutura.

### Árvore da Vida
A árvore da vida é uma árvore localizada no Trecho 1 do parque, esta árvore é abraçada por um manto de crochê onde são exibidas diversas borboletas. A intervenção é de responsabilidade do projeto "Vida Urgente", que visa chamar atenção e conscientizar a população sobre a violência no trânsito. Na obra inaugurada pelo grupo “Coração de Mãe”, inspirada em outras árvores da vida existentes em diversas localidades do Brasil, tem como objetivo criar um memorial ás vitimas desta violência, uma vez que cada borboleta representa uma fatalidade no trânsito.

### Monumento Heróis Voluntários

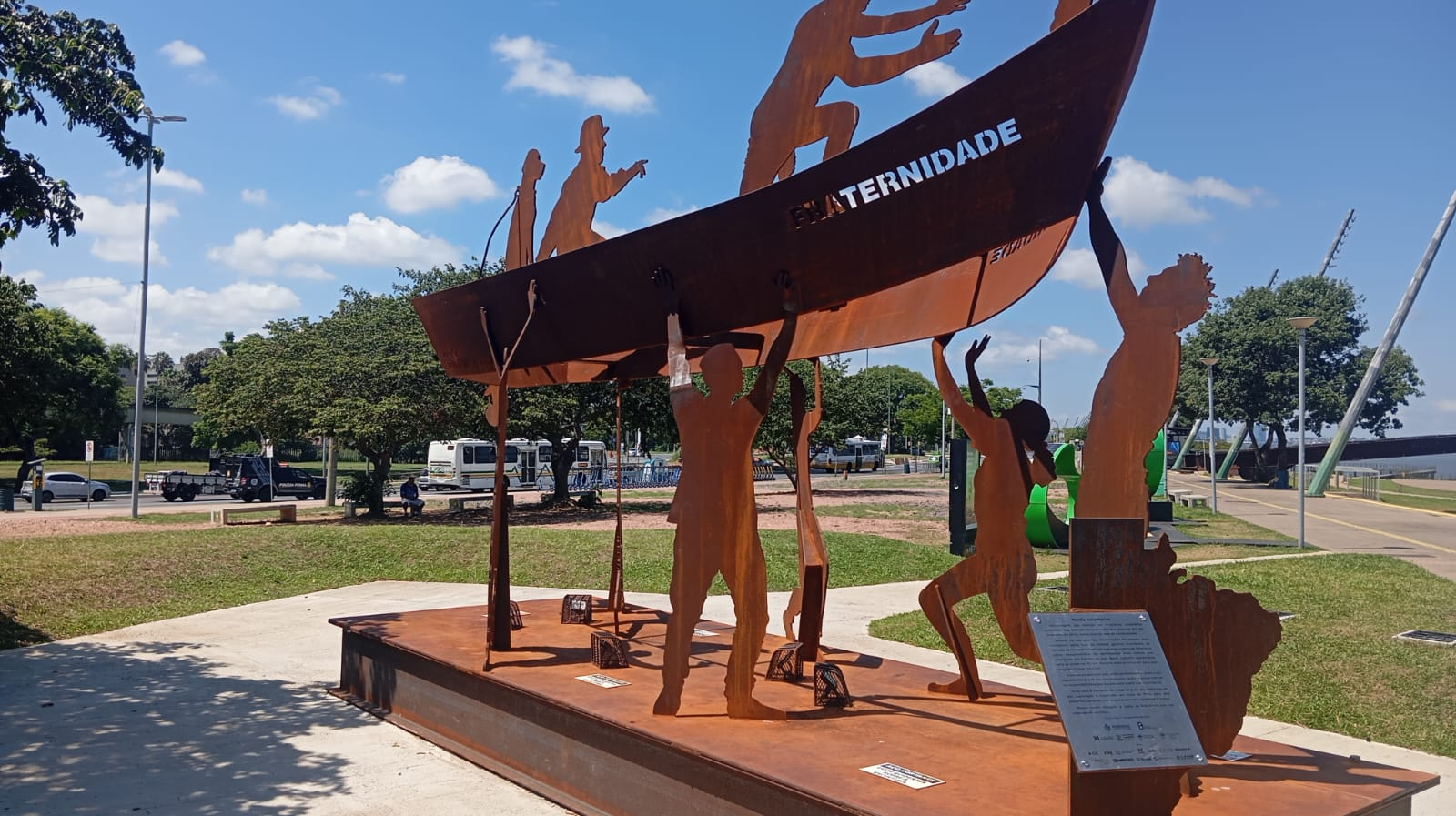
Monumento Heróis Voluntários em 2025

O monumento "Heróis Voluntários" é uma homenagem aos voluntários que atuaram durante as enchentes de maio de 2024. A instalação do monumento na orla do Guaíba, especificamente ao lado da Usina do Gasômetro e em frente a "Árvore da Vida", foi uma escolha simbólica, pois essa área foi um dos principais pontos de desembarque para as vítimas resgatadas na Região das Ilhas, Guaíba e Eldorado do Sul. Este monumento serve como um tributo permanente aos heróis anônimos que se dedicaram ao auxílio das vítimas durante a enchente de maio de 2024, refletindo a solidariedade e o espírito comunitário da população de Porto Alegre.
A obra, foi criada pelo artista plástico Ricardo Cardoso em colaboração com a Merigo Estruturas Metálicas. A escultura tem 6 metros de comprimento, 2 metros de largura e 4,5 metros de altura, totalizando 3,5 toneladas. Ela retrata um barco com a inscrição "Fraternidade", no interior do barco estão localizados socorristas com cães e crianças, enquanto o barco é segurado por outros voluntários na sua parte inferior, simbolizando o resgate de pessoas e animais durante a enchente. A inauguração contou com a presença de autoridades e voluntários que participaram ativamente dos resgates durante a enchente. O prefeito Sebastião Melo destacou a importância do trabalho voluntário, enfatizando que "sem voluntariado, não há vida boa".

### Monumento das Mãos Amarradas

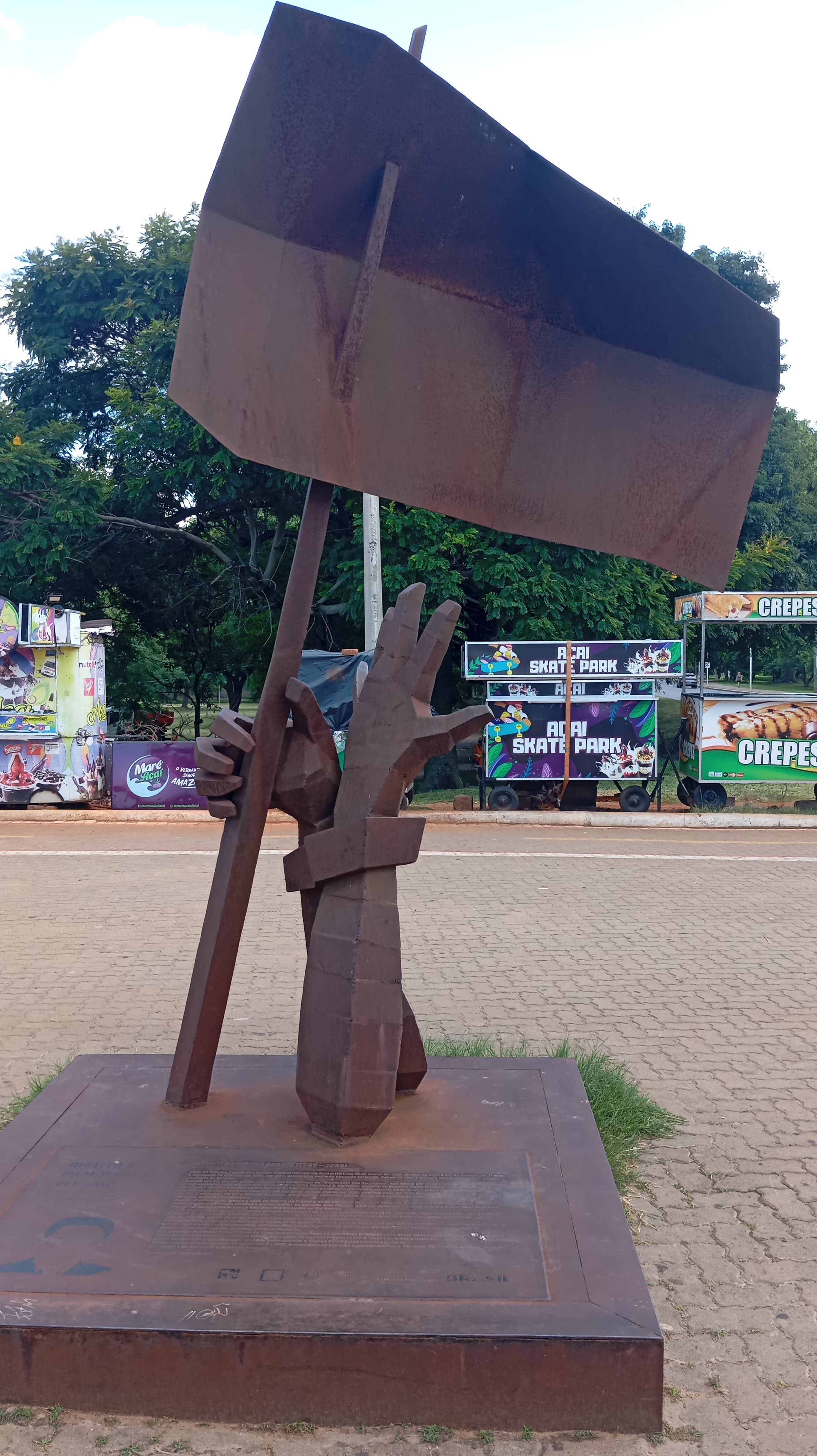
Monumento das Mãos Amarradas, em 2025

O Monumento das Mãos Amarradas envolve o caso do soldado Manoel Raymundo Soares, que se tornou um símbolo da repressão militar e das consequências da ditadura no Brasil. Manoel Soares foi um militar que, ao contrário de muitos colegas de farda que apoiaram a repressão durante o regime militar, se opôs à violência do regime. Ele foi torturado e preso por se opor às práticas autoritárias do governo militar, o que o tornou um dos exemplos de pessoas que sofreram com a brutalidade do sistema. No entanto, sua história é marcada pela resistência.
Soares foi envolvido em atividades de resistência à ditadura, sendo preso e torturado pela Operação Bandeirante , uma das principais operações de repressão e perseguição de opositores ao regime militar. Ele foi levado para o Dops (Departamento de Ordem Política e Social), onde foi submetido a diversos tipos de tortura física e psicológica, características do regime militar, com o intuito de forçá-lo a confessar atividades subversivas. Após as sessões de tortura, o militar acabou falecendo e seu corpo foi posteriormente localizado com as mãos amarradas às costas, boiando, por moradores da Ilha das Flores.
O monumento em questão é uma escultura de metal localizada no Trecho 3 do parque, próximo à mega pista. A obra representa duas mãos algemadas: uma delas aberta de forma exagerada, simbolizando o sofrimento, e a outra empunhando uma espécie de bandeira, que pode ser interpretada como uma bandeira branca – sinal universal de rendição e paz. De acordo com a história descrita na placa instalada na base da escultura, a bandeira foi ignorada pelos torturadores. Este monumento é um símbolo de memória, especialmente sobre a história dos militares e a resistência de vários opositores ao regime militar brasileiro, além de servir como um estímulo à defesa do estado democrático.

### Supercuia

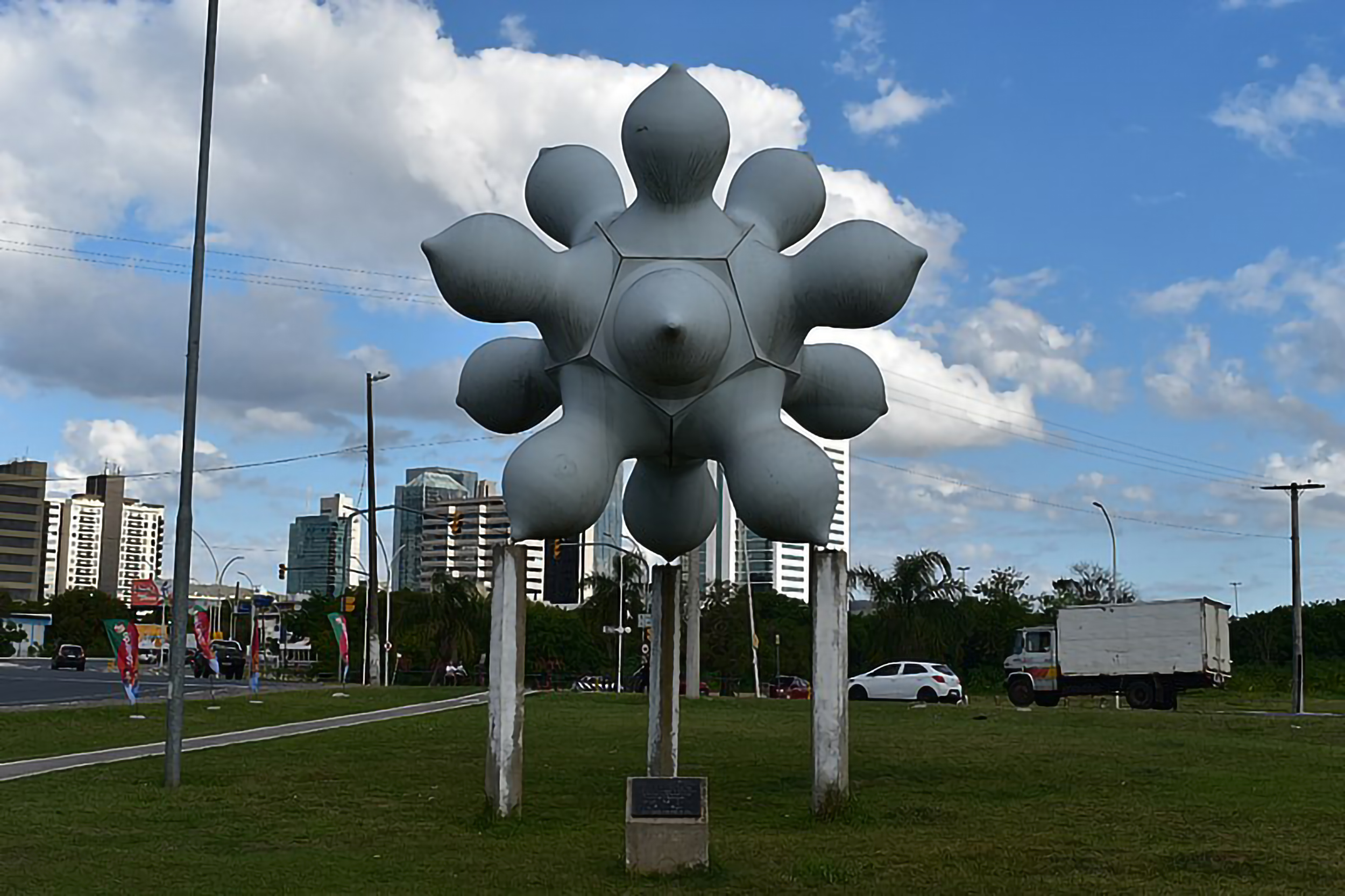
Monumento "Supercuia" na rotatória apelidado de "Rótula das Cuias"

A rótula das cuias trata-se de uma rotatória urbana localizada no limite entre o trecho um e dois do parque. Onde existe em uma das suas extremidades um monumento chamado de Supercuias criado pelo artista plástico Saint Clair Cemin no ano de 2003 sendo um presente do artista durante a 4.ª Bienal do Mercosul. O monumento é formado por 12 cuias idênticas resultando em um grande dodecaedro, o objeto cuia foi escolhido como uma homenagem ao povo gaúcho e sua tradição de tomar chimarrão utilizando tal objeto.
Por seu formato de complexa interpretação, o monumento acabou virando piada entre alguns porto-alegrenses que consideram o formato do monumento parecido com seios femininos, assim apelidando o local de "Rótula das Tetas". Em 2020 com veiculação da pandemia da COVID-19, o seu formato característico também foi associado a doença, recebendo outro apelido, desta vez a "Rótula do Coronavírus" em decorrência de seu formato ser parecido com as representações do vírus em formato de "coroa".

## Esportes
A Orla do Guaíba conta com diversas quadras poliesportivas destinadas à prática de esportes coletivos e individuais. Estas quadras são destinadas a modalidades como futebol, basquete, vôlei e futsal, sendo de uso gratuito e público, o que a torna um espaço democrático para a prática esportiva. A presença dessas instalações contribui para a popularização do esporte e para a promoção de atividades físicas ao ar livre. Além das quadras, a orla também dispõe de espaços para a prática de esportes individuais, como o tênis, com quadras específicas para essa modalidade.
A ciclovia que percorre a Orla do Guaíba é uma das principais vias para a prática de ciclismo na cidade. Com um trajeto que se estende por toda a extensão dos três trechos do parque, ela oferece um percurso seguro e bem sinalizado, tanto para ciclistas recreativos quanto para aqueles que a utilizam como meio de transporte. Além da ciclovia, pelo percurso estão distribuídas centrais para aluguel de bicicletas do "Bike Itaú" da empresa Tembici ligada ao Banco Itaú, o que facilita o turismo entre os trechos da orla. O local também é palco de eventos sazonais de ciclismo, como o "Pedal da Paz".
O calçadão da Orla do Guaíba é uma importante infraestrutura voltada para atividades de caminhada, corrida e passeio. Ele se estende ao longo de grande parte da orla e é utilizado por pedestres em busca de lazer, exercícios leves e contemplação. Além de promover a saúde e o bem-estar, o calçadão proporciona uma experiência de contato com a natureza, permitindo aos usuários desfrutar das vistas para o Guaíba e da vegetação ao redor. Além disso, o Trecho 3 da Orla do Guaíba foi projetado para ser 100% inclusivo a pessoas com deficiência, contando com rampas de acesso, corrimãos próximos às arquibancadas, vagas reservadas no estacionamento e uma rota tátil composta por piso podotátil de dois tipos: o direcional e o de alerta. A infraestrutura da região a torna atraente para eventos relacionados à prática de corridas. O mais famoso desses eventos é um dos trechos do Circuito Poa Day Run. Além disso, também são realizadas corridas temáticas em apoio a causas específicas, como a "Corrida Para Vencer o Diabetes" e a "Corrida pela Vida", que são dois exemplos bastante conhecidos. 

#### Megapista da Orla

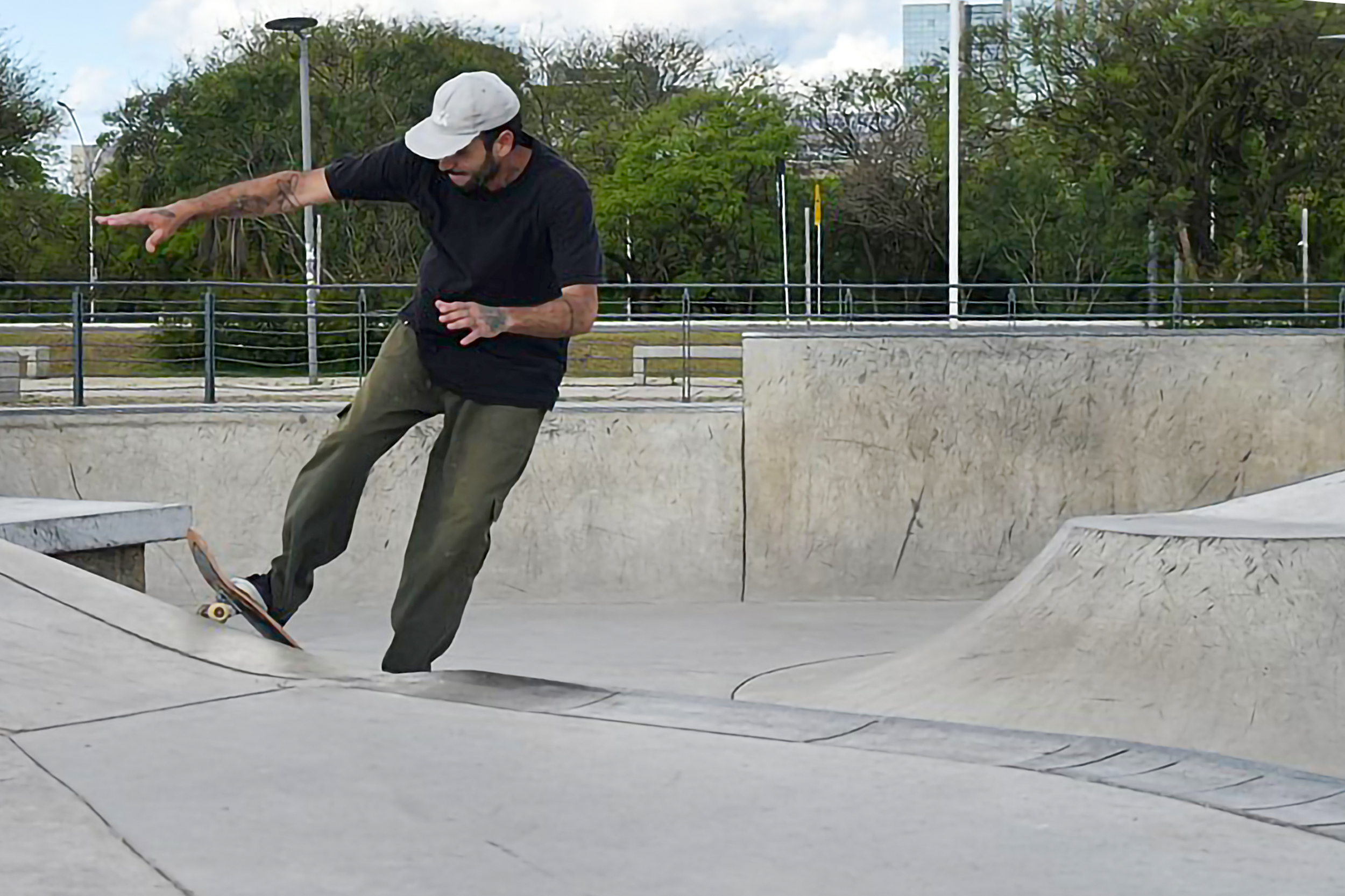
Marlon de Souza, um dos construtores do projeto, anda no "snake bowl" na pista encontrada na Orla do Guaíba

A Megapista da Orla é o nome popular para o skatepark presente no terceiro trecho do Parque da Orla do Guaíba. Entregue no ano de 2022, foi projetada pela empresa Spot Skateparks em conjunto com a empresa Rio Ramp Design tendo sua construção sendo auxiliada pela construtora Ambiente SB PARKS. Possuindo 6 km² de área, é considerado o maior skatepark da América Latina, retornando um prestígio à cidade que anteriormente era detentora do título por possuir o primeiro e consecutivamente na época o maior skatepark na área do Parque Marinha do Brasil. Em conjunto com a prefeitura o local é palco para diversas atividades de divulgação do esporte, bem como para a inclusão de crianças carentes e com deficiência a praticas desportivas.
A megapista possui três modalidades do esporte em um único trecho interligado, sendo eles:
- Pista street: a prática "street" (do inglês: rua) trata-se da modalidade onde os praticantes utilizam-se de objetos do cotidiano das ruas (corrimão, lixeira, banco...) como obstáculos para realizar suas manobras.[80]
- Bowl: o "bowl" (do inglês: tigela) trata-se de uma pista em formato de uma tigela profunda porém não extensa, onde os praticantes conseguem realizar manobras com o impulso de suas decidas tanto nas inclinações da própria pista quanto nas beiradas.[80]
- Snake bowl: o "snake bowl" ou simplesmente "snake" (do inglês: cobra) é um tipo de pista onde o praticante utiliza-se de uma pista em formato de uma piscina rasa porém com diversas curvas e inclinações. A pista recebe este nome, por ter um formato semelhante ao rastro deixado por uma serpente após sua passagem.[81]

## Impactos das enchentes de 2024

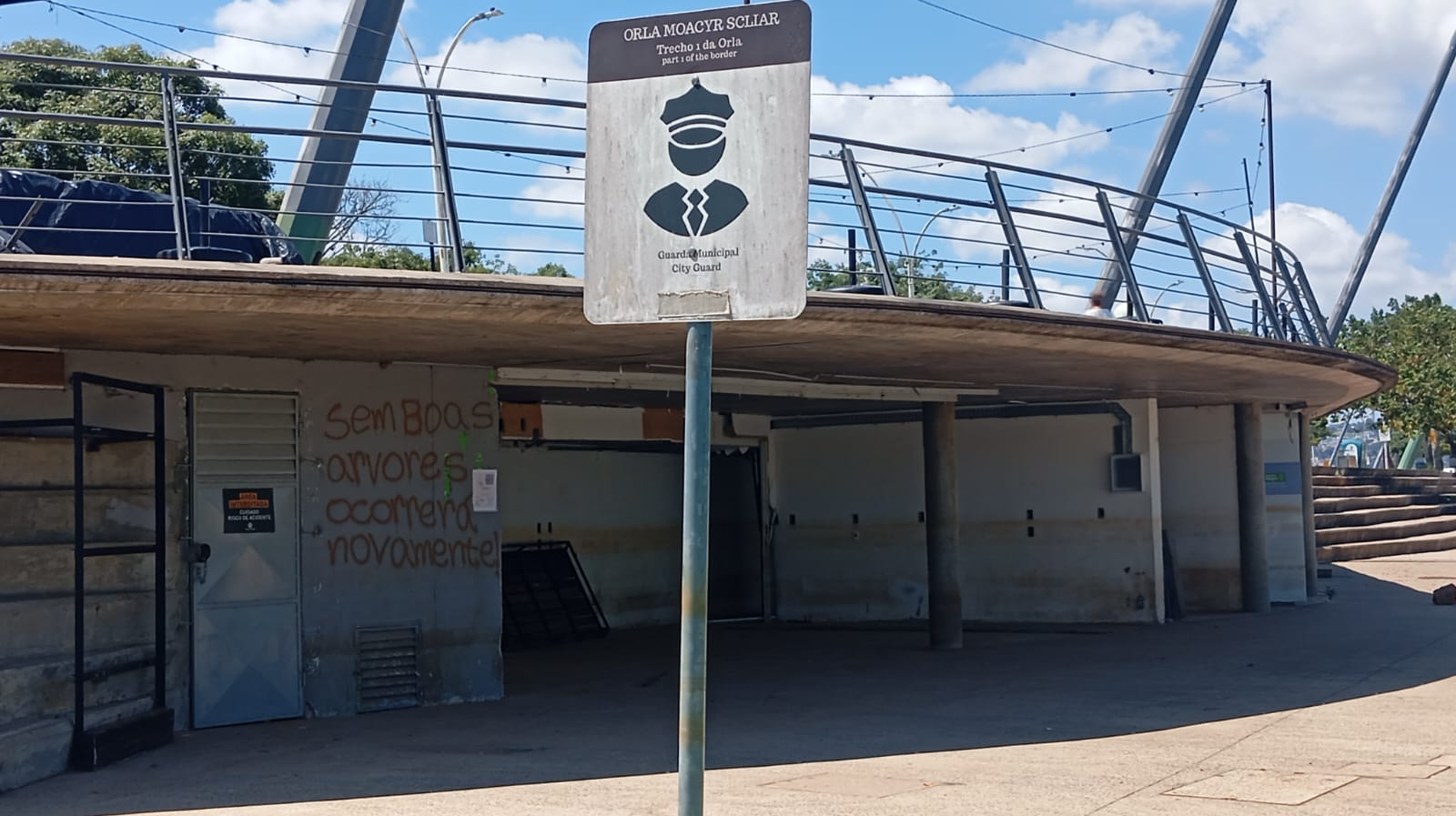
Base da Guarda Municipal de Porto Alegre após os danos das enchentes em 2025, pichação realizada manifesta insatisfação de moradores pelas ações tomadas pela prefeitura na região anteriores ao evento

As enchentes que atingiram Porto Alegre em 2024 causaram danos significativos à infraestrutura do Parque da Orla do Guaíba, especialmente no Trecho 1. Em maio de 2024, o nível do Guaíba ultrapassou 4,6 metros, o que resultou em alagamentos que afetaram diversas áreas da cidade, incluindo a orla. Durante o evento, o mesmo trecho na altura do atracadouro turístico e da Usina do Gasômetro, foi utilizado como ponto estratégico de resgate dos moradores anteriormente ilhados na zona do Arquipélago da cidade, com instalações emergenciais sendo instaladas com o auxílio de voluntários, do exército, de brigadianos, de bombeiros e da defesa civil.

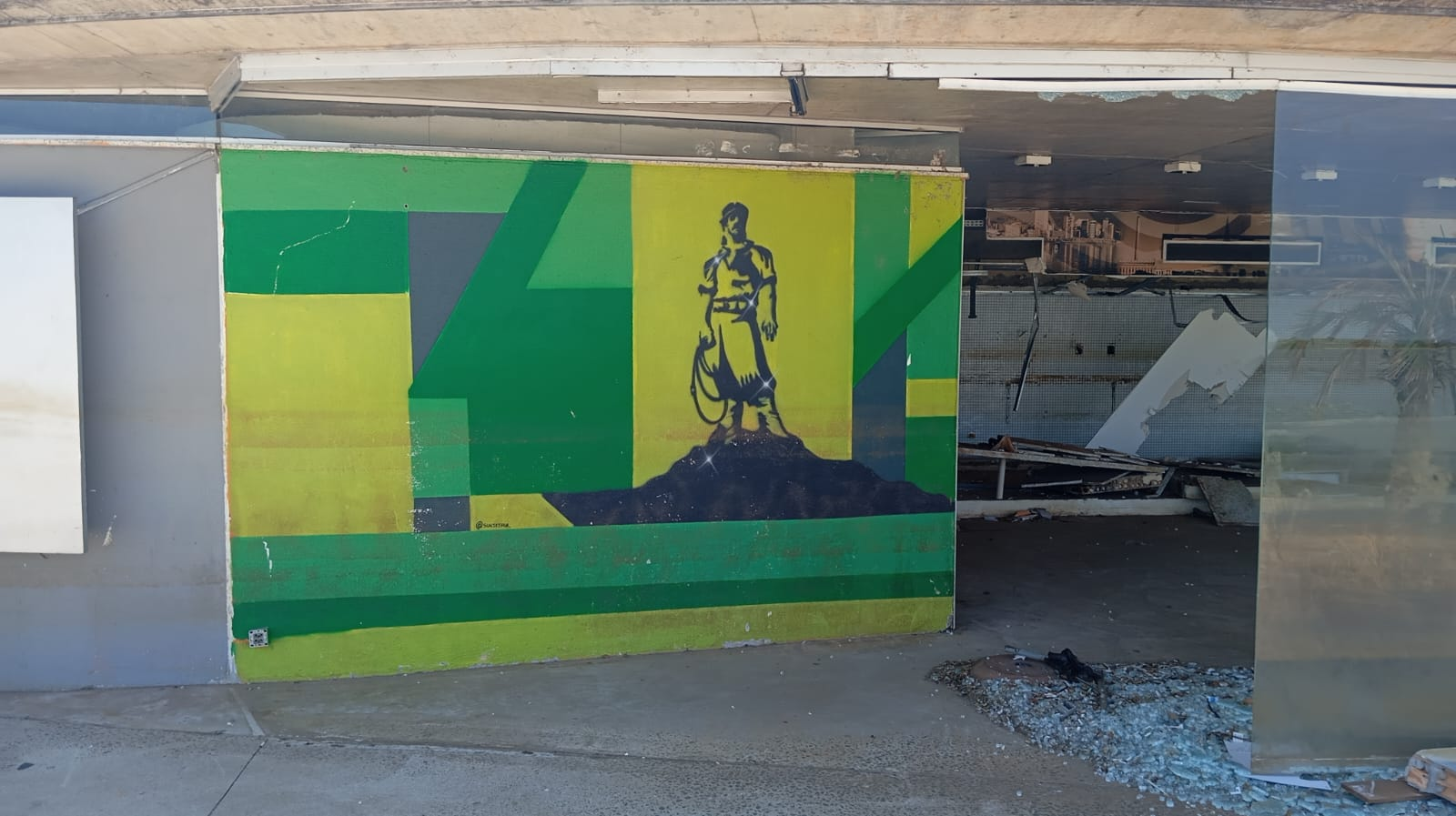
Mural em bar destruído pelas enchentes no Trecho 1 revela a altura em que a água atingiu durante o evento

No Trecho 1 da orla, que havia sido revitalizado seis anos antes, os impactos foram notáveis. A água invadiu a área, destruindo bares e causando erosões nos diques. Para recuperar os danos, a prefeitura anunciou uma reforma de R$ 15 milhões, com previsão de conclusão em 12 meses. Em 2025, diversos bares tradicionais do trecho um que estavam localizados no primeiro andar do parque, bem como as instalações de segurança da Guarda Municipal de Porto Alegre, permanecem desativadas e parcialmente destruídas, deixando danos também a manifestações artísticas que estavam contidas no local, dos bares que existiam na região baixa do parque, apenas o 360° POA Gastrobar está revitalizado e funcional.
Novos sistemas de contenção do Guaíba na região do Parque da Orla estão sendo implementados com o objetivo de melhorar a resistência da área frente às enchentes e garantir a segurança das infraestruturas que compõem o parque. A instalação de um novo sistema de contenção começou em dezembro de 2024, e o projeto visa fornecer maior proteção à orla, com foco na recuperação das áreas danificadas pelas inundações do ano anterior e na prevenção de danos futuros. O projeto prevê a construção de um sistema de contenção que se estende por cerca de dois quilômetros, ao longo da orla de Ipanema. Essa obra vai envolver a instalação de barreiras estruturais capazes de suportar o aumento do nível do Guaíba, além de mitigar os impactos das marés altas e das chuvas intensas, que costumam causar alagamentos na região.

## Galeria

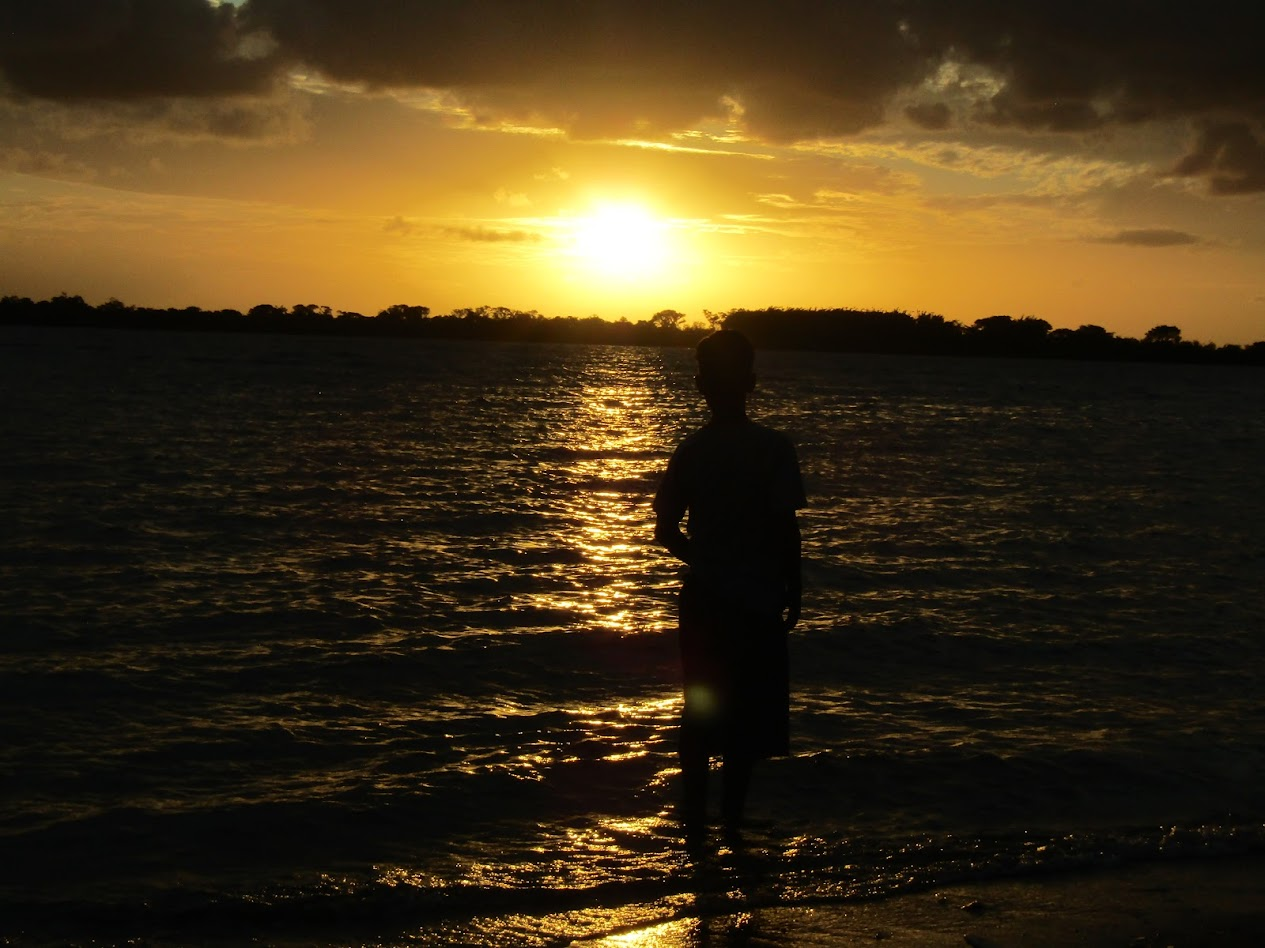
Menino observa o pôr do sol
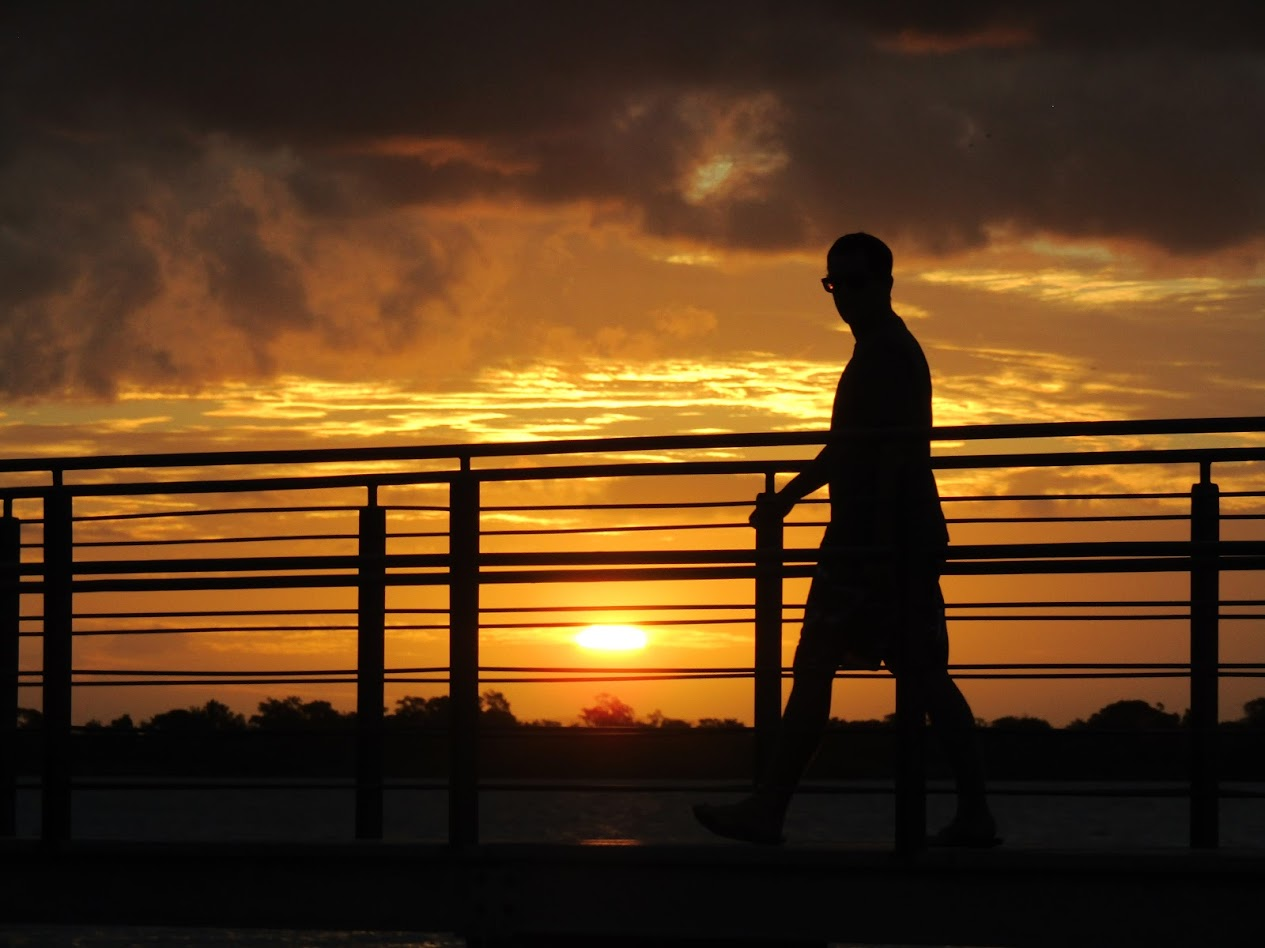
Homem passeia sob as passarelas durante o pôr do sol
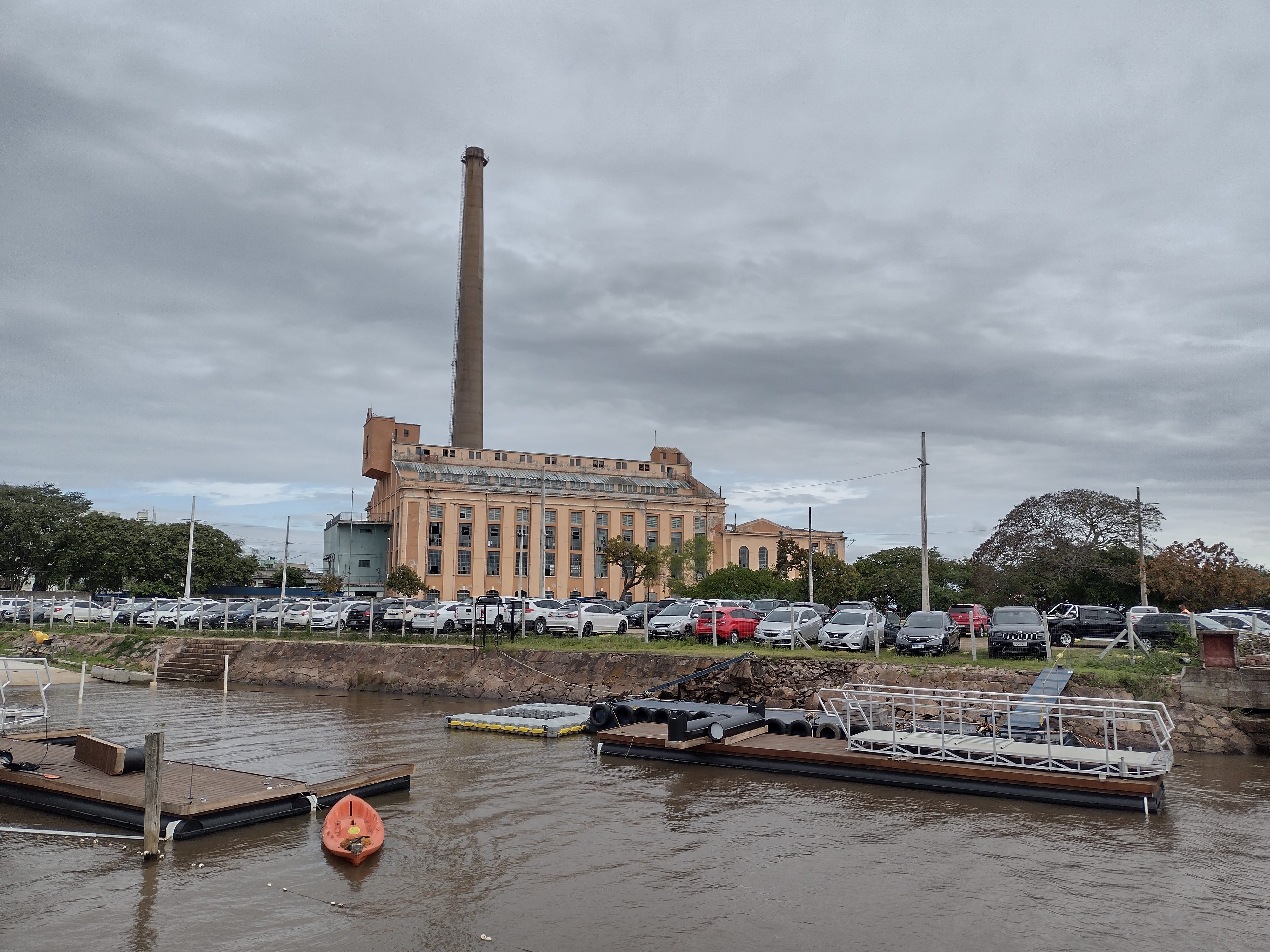
Usina do Gasômetro vista do cais embarcadeiro presente no parque
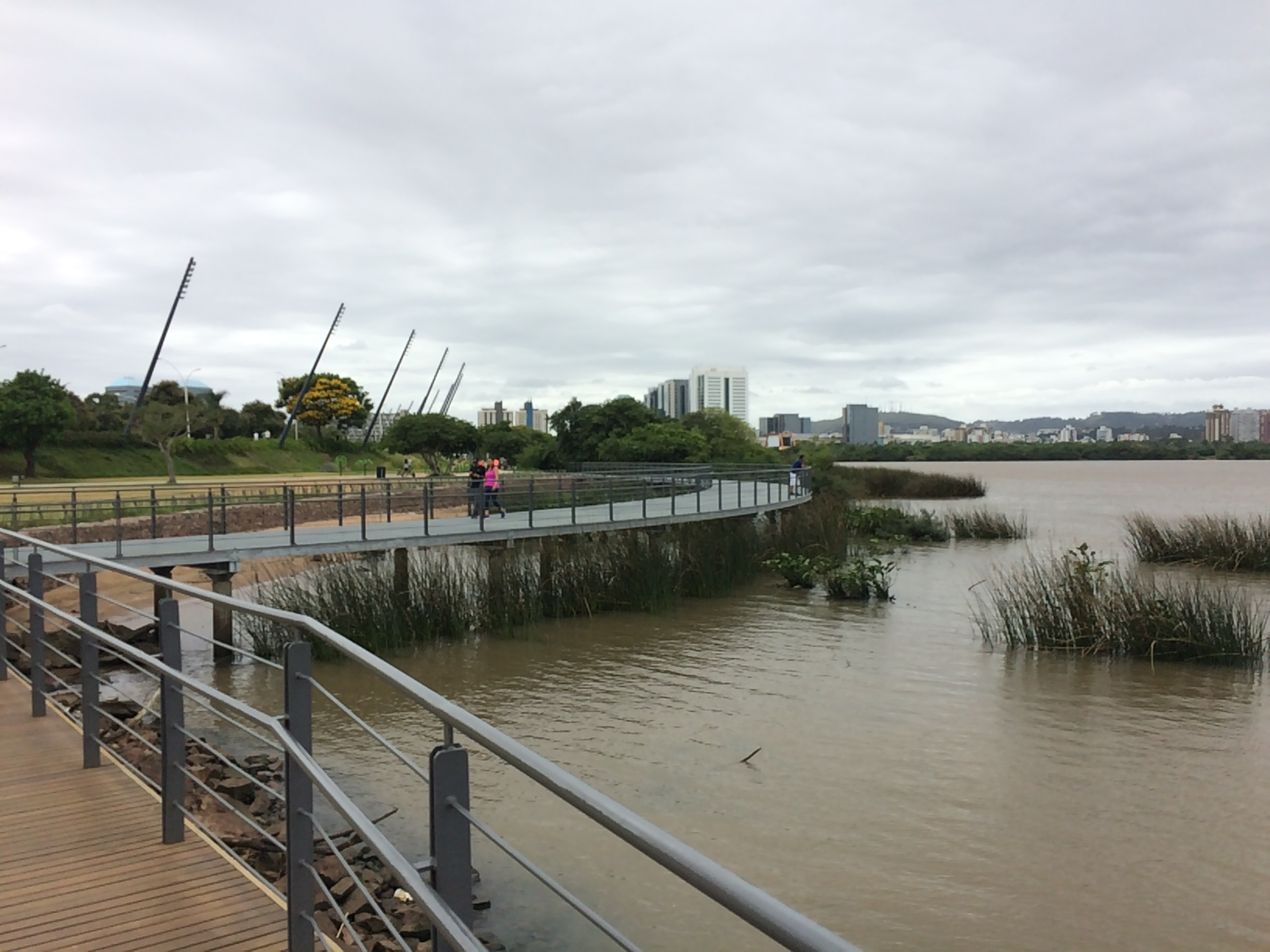
Passarelas presentes sob o Guaíba
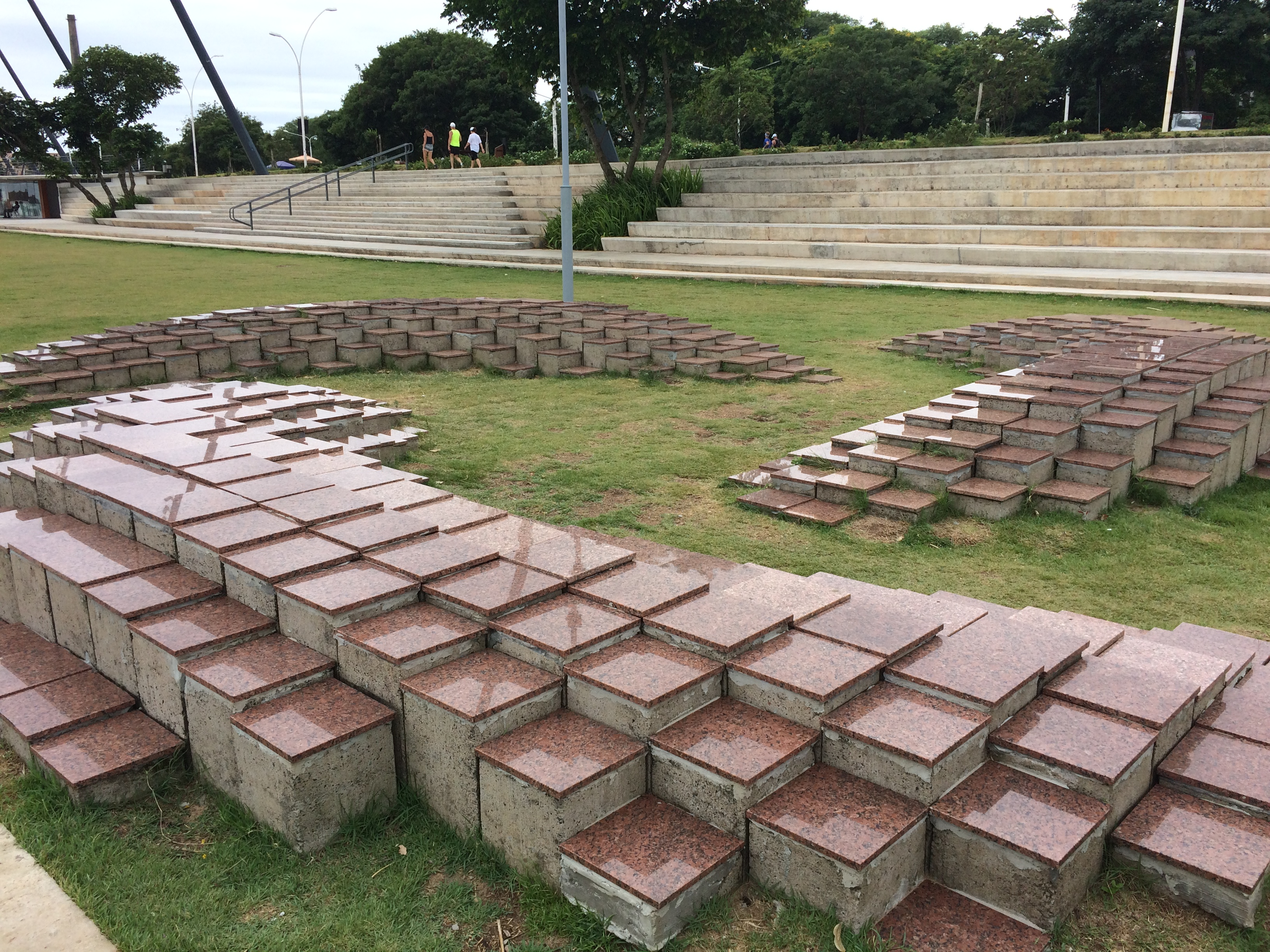
Monumento helicoidal